# Undibacterium parvum
Undibacterium parvum es una bacteria gramnegativa del género Undibacterium. Fue descrita en el año 2011. Su etimología hace referencia a pequeño. Anteriormente, la cepa tipo se describió como una cepa de Undibacterium pigrum en el 2007. Es aerobia y móvil por flagelo. Tiene un tamaño de 0,5 μm de ancho por 1,5-2 μm de largo. Forma colonias traslúcidas, convexas y de color amarillo en agar R2A tras 3 días de incubación. No crece en agar TSA. Catalasa y oxidasa positivas. Temperatura de crecimiento entre 5-27 °C. Tiene un contenido de G+C de 50,6%. Se ha aislado de agua potable. 